# Hygroamblystegium
Hygroamblystegium ist eine Gattung von Laubmoosen aus der Familie Amblystegiaceae.

## Beschreibung
Die Moose wachsen am und im Wasser. Die Stämmchen sind einfach oder unregelmäßig verzweigt, der Stämmchenquerschnitt weist einen Zentralstrang auf. Paraphyllien sind gelegentlich vorhanden. Die aufrechten bis abstehenden Blätter sind eilanzettlich, stumpflich bis zugespitzt und ganzrandig bis leicht gesägt. Die kräftige Blattrippe endet in der Blattspitze oder tritt aus. Die Laminazellen sind rhombisch-hexagonal bis schmal rhombisch, etwa 3- bis 6-mal so lang wie breit. Blattflügelzellen sind nicht oder wenig differenziert. Die Sporenkapsel mit doppeltem Peristom ist geneigt, der Deckel kegelig.

## Systematik und Arten
Hygroamblystegium-Arten waren traditionell der Gattung Amblystegium zugeordnet, die Abspaltung ist nicht unumstritten. Nach der Systematik Frey/Fischer/Stech zählen weltweit 18 Arten zu Hygroamblystegium, die in gemäßigten Zonen, in der Arktis und Antarktis vorkommen.
In Deutschland, Österreich und der Schweiz sind die folgenden Arten vertreten:
- Hygroamblystegium fluviatile (Fluss-Wasserstumpfdeckelmoos, Fluss-Stumpfdeckel)
- Hygroamblystegium humile (Niedriges Wasserstumpfdeckelmoos)
- Hygroamblystegium tenax (Starres Wasserstumpfdeckelmoos)
- Hygroamblystegium varium (Veränderliches Wasserstumpfdeckelmoos)